# Крабовый Рангун
Крабовые рангуны (англ. Crab Rangoon), иногда называемые крабовыми пирожками, сырными вонтонами или сливочно-сырные рангуны, представляют собой хрустящие закуски пельменного типа, которые в основном подаются в американских китайских ресторанах.

## Приготовление
Начинка готовится из смеси сливочного сыра, крабового мяса или его имитации, зелёного или репчатого лука, чеснока и других ароматизаторов. В каждый вонтон заворачивается небольшое количество начинки. Затем пельмени формируют, либо складывая тесто в треугольник, создавая четырёхконечную звезду, собирая её в форме цветка или кошелька, или скручивая её в традиционную форму вонтона.
Рангуны готовятся до хрустящей корочки путем жарки во фритюре на растительном масле или путем запекания. Их можно подавать горячими или холодными. В Северной Америке крабовые рангуны часто подают с соусом для макания, таким как соевый соус, сливовый соус, утиный соус, кисло-сладкий соус, или острый горчичный соус.

## История
Крабовый рангун впервые появился в меню ресторана «Trader Vic’s» в полинезийском стиле в Беверли-Хиллз в 1955 году, а в Сан-Франциско по крайней мере с 1956 года. Хотя закуска носит название бирманского города Рангун, который сейчас называется Янгон, блюдо, вероятно, было изобретено в Соединённых Штатах китайско-американским шеф-поваром Джо Янгом, работавшим под руководством Виктора Бержерона, основателя «Trader Vic’s». В меню «Trader Vic’s» были блюда американской китайской кухни, что могло привести к изобретению крабового рангуна при работе с тестом для вонтонов. «Крабовый рангун а-ля Джек» был упомянут как блюдо на вечеринке в гавайском стиле в 1952 году, но без дополнительных подробностей, поэтому это может быть одно и то же блюдо, а может и нет.
Хотя сливочный сыр был основным продуктом американской кухни 1940-х и 1950-х годов, его нет в китайской или бирманской кухне.

## Названия
Крабовые рангуны также называют крабовыми слойками, крабовыми подушечками, крабовыми сырными вонтонами или сырными вонтонами.

## Галерея

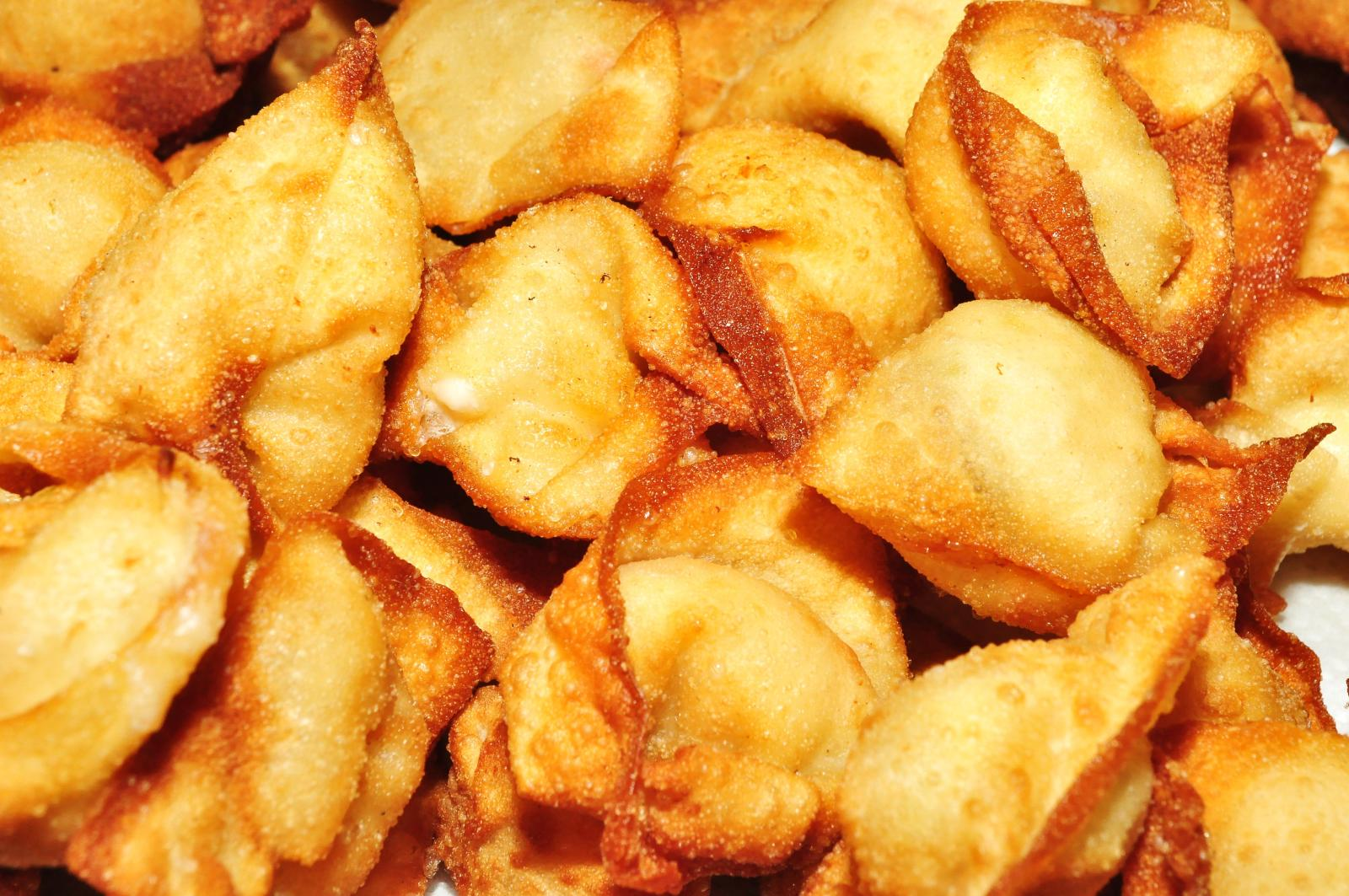
Жареные крабовые рангуны
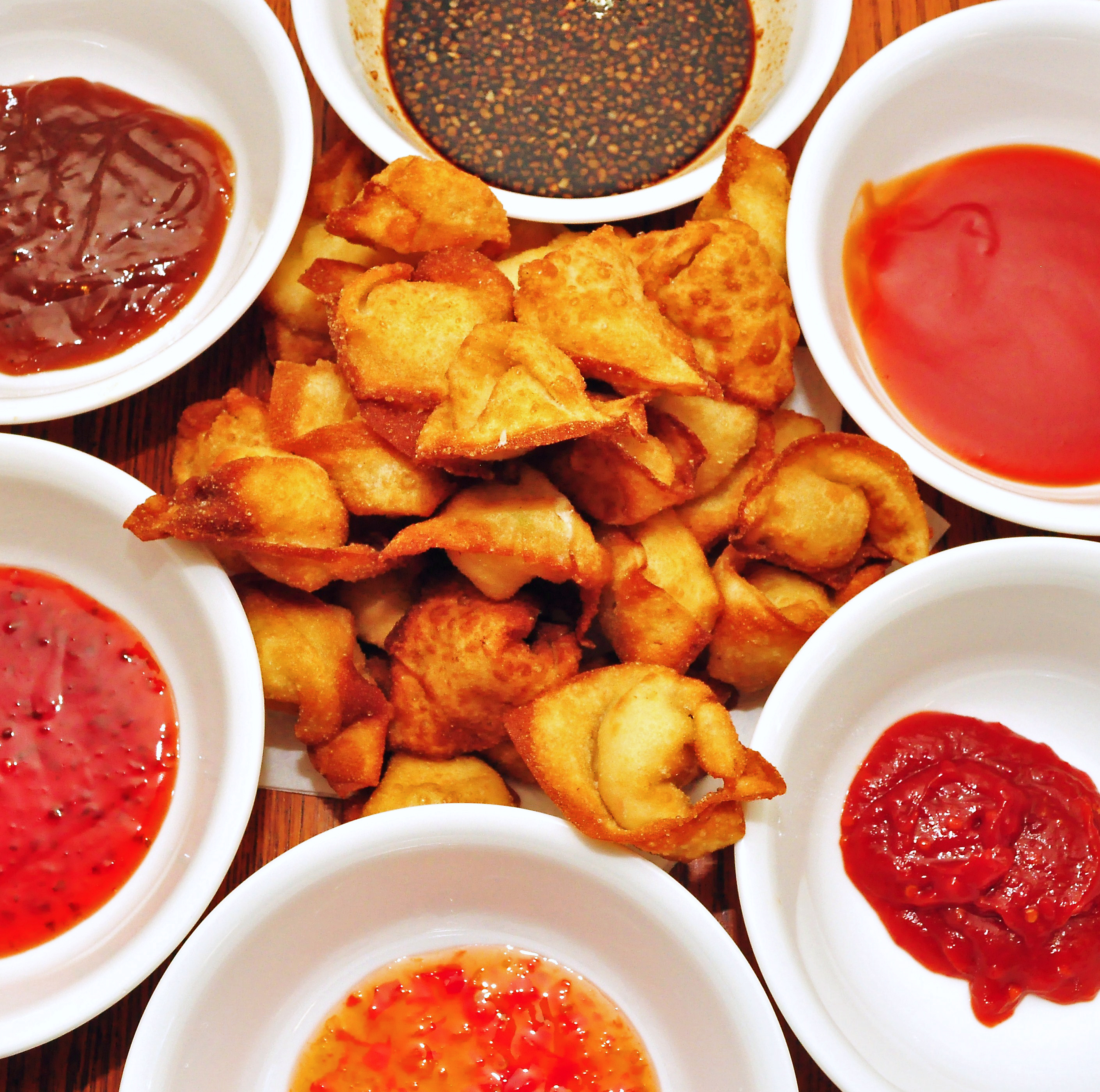
В форме вонтонов, окружённые соусами для макания
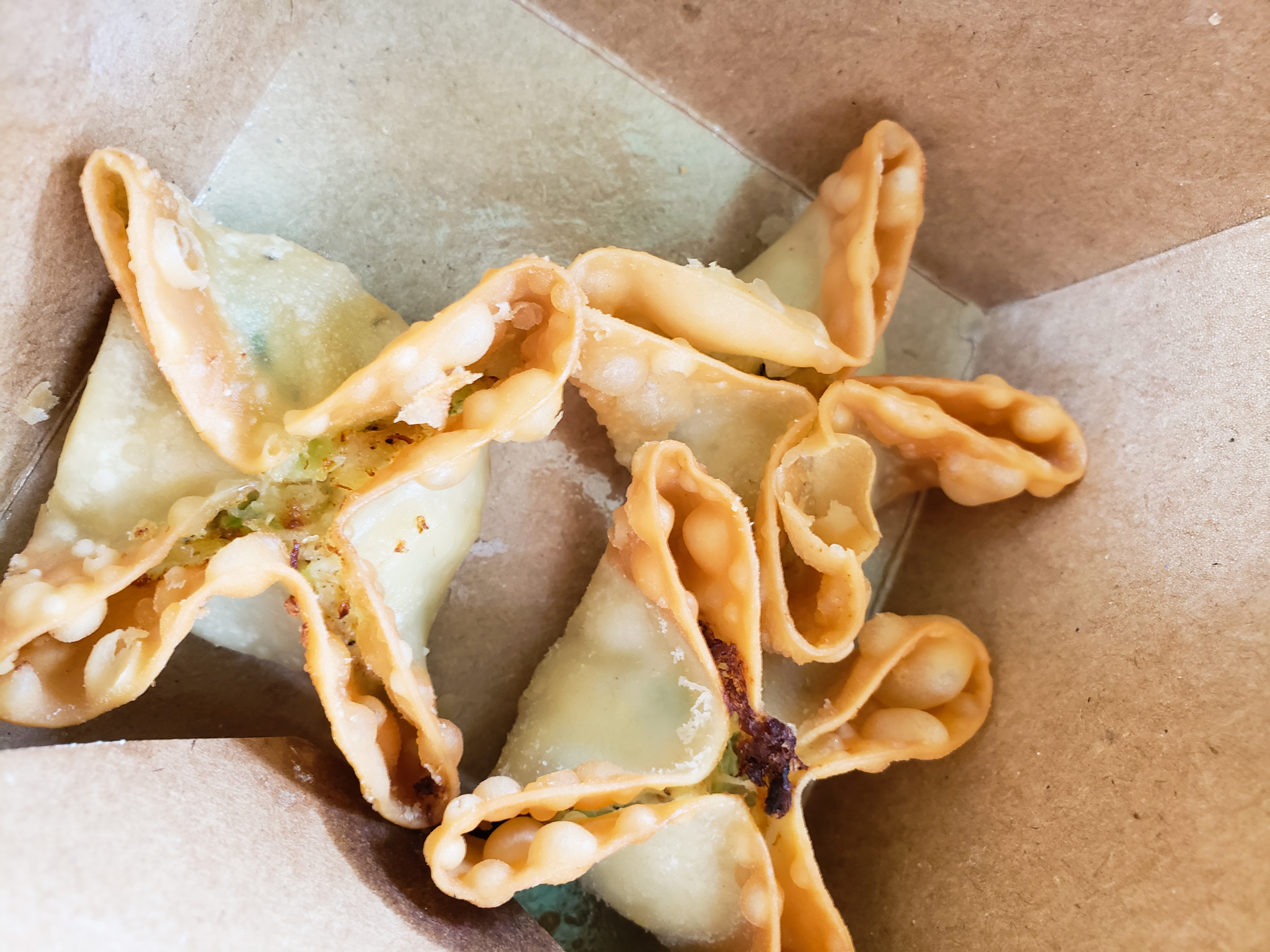
Распространённая форма крабовых рангунов
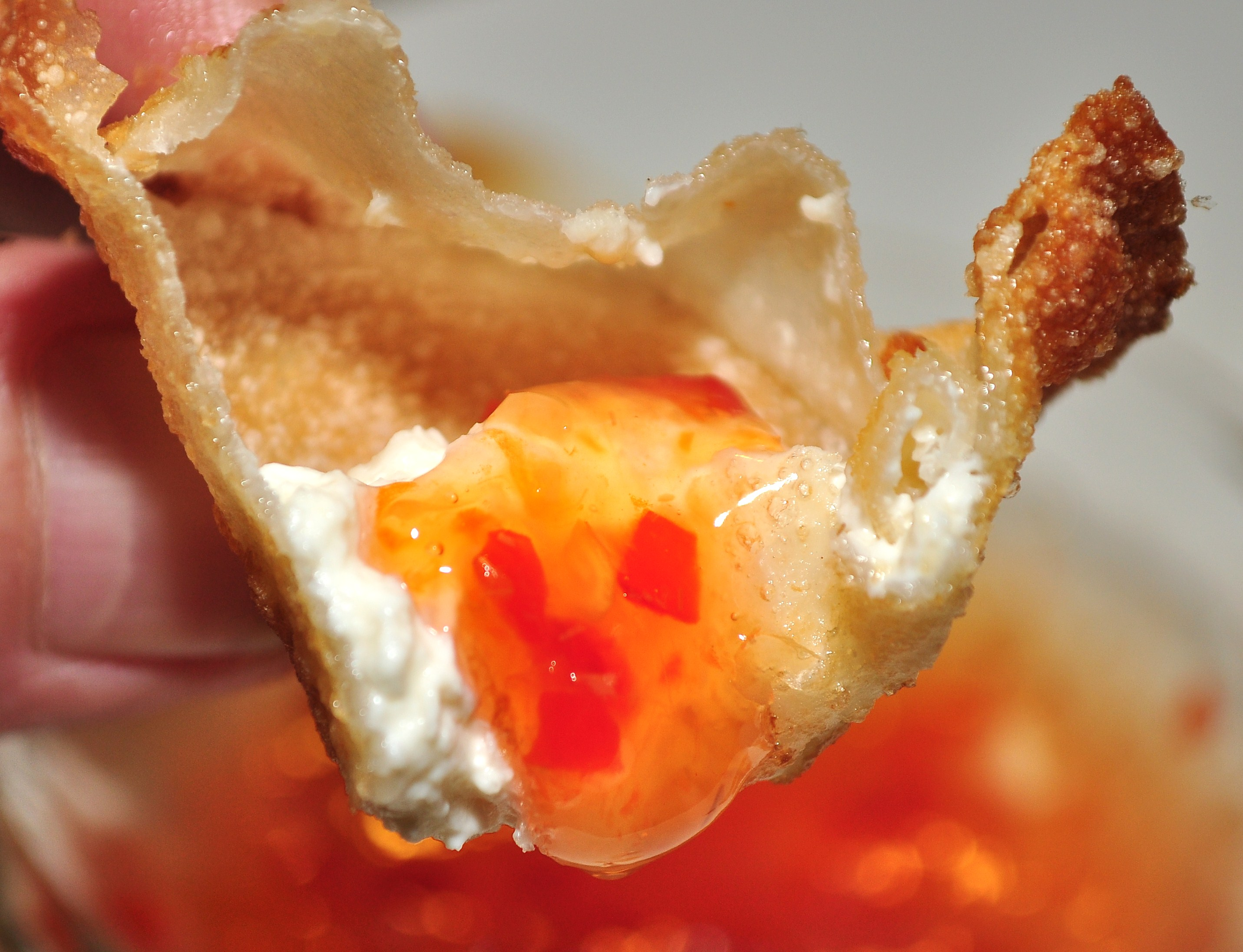
Хрустящая корочка рангуна с начинкой из сливочного сыра и соуса